# Route 230A (Terre-Neuve-et-Labrador)
La route 230A est une route tertiaire de la province de Terre-Neuve-et-Labrador, située dans l'est de l'île de Terre-Neuve, sur la péninsule Bonavista. Elle est plus précisément située dans le sud-ouest de la péninsule, dans les environs de Clarenville. Elle est une route moyennement empruntée sur l'entièreté de son tracé. Route alternative de la route 230 ainsi que de la Route Transcanadienne, la route 1, elle est nommée Manitoba Dr. et Bonavista Peninsula Hwy., mesure 16 kilomètres, et est une route asphaltée sur toute sa longueur.

## Tracé
La 230A débute au kilomètre 724 de la Route Transcanadienne, la route 1, au nord-ouest de Clarenville. Elle se dirige vers l'est pour atteindre le centre-ville, en suivant l'avenue Manitoba, une artère commerciale majeure de la ville. Dans le centre-ville, elle tourne vers le nord pour suivre la rive ouest du bras de mer Northwest (Northwest Arm). Elle croise ensuite les routes 231 et 232 en se dirigeant vers le nord, en possédant de nombreuses courbes. Elle atteint finalement l'aéroport de Clarenville, où elle se termine sur la route 230 vers le centre de la péninsule Bonavista.
La 230A est un bon raccourci entre la 1 ouest et la 230 est, ou vice-versa. En effet, au lieu de continuer sur la Route Transcanadienne jusqu'à la 230, puis la prendre, il suffit d'emprunter la 230A, qui permet de sauver 24 kilomètres, et plus de 10 minutes en temps.

## Communautés traversées
- Clarenville
- Shoal Harbour
- Milton
- Georges Brook